# 森本健成
森本 健成（もりもと たけしげ、1965年11月13日 - ）はNHKの元アナウンサー、気象予報士。埼玉県越谷市出身。

## 人物
東京都立武蔵高等学校を経て東京理科大学理学部物理学科卒業後、1990年入局。

## 挿話
- 札幌放送局では、地上デジタル放送推進大使“アナレンジャー”初代隊長を務めた。
- 『ハイビジョンでこんにちは』担当時にNHKアナウンサーとして初めて気象予報士の資格を取得した。
- 気象予報士ではあるが、気象キャスターとして『気象情報』には出演せず、ニュースキャスターとして出演した『NHKニュース10』と『ほくほくテレビ』の気象情報を担当。それ以外の定時ニュースでは解説は行わず、天気予報の原稿を読む程度であった。
- 2008年3月28日、総合テレビでの連続テレビ小説『ちりとてちん』第150話（全151話）終了直後の『NHKニュース』冒頭で、普段の『NHKニュース』では考えられない「明日の最終回もお楽しみに!」というメッセージを添えて視聴者を驚かせた[2]。
- 電車内での女子大生への強制わいせつで2012年11月14日に現行犯逮捕された。不起訴になったが此の不祥事を受け2012年12月20日から停職3か月の懲戒処分を2012年12月13日に決定。NHKは森本を他部署へ異動させ、アナウンス業務から外した[3]。

## アナウンサー時代に出演していた番組
釧路放送局時代（1990年度 - 1993年度）
- 道東（北海道東部）のニュース、中継等
- 北海道中ひざくりげ 釧路根室エリア旅人
- 釧路沖地震 被害状況リポート（1993年1月15日）
- 北海道南西沖地震 リポート（1993年7月12日）

東京アナウンス室時代（1度目）（1994年度 - 2001年度）
- ハイビジョンでこんにちは 初代司会（BSアナログハイビジョン実用化試験放送、1996年度）
- ひるどき日本列島 4代目司会（1997年4月7日 - 1999年4月2日）
- NHKニュース10 気象キャスター（2000年3月27日・2002年3月29日）

札幌放送局時代（2002年度 - 2005年度）
- ほくほくテレビ 進行（2002年4月8日 - 2006年3月）

東京アナウンス時代（2度目）（2006年度 - 2012年度）
- 家計診断 おすすめ悠々ライフ（2006年度）
- 永井多恵子のあなたとNHK（2006年度）
- 月刊とれたてマイビデオ（2008年3月まで）
- NHKニュースおはよう日本
  - （平日5:00 - 6:29）（2006年8月7日 - 11日、2007年4月2日 - 2008年3月28日）
  - （土曜・日曜・祝日）（2008年4月5日 - 2012年11月11日）
- おはよう日本・首都圏
- NHKニュース（午前10時）（土曜、日曜 、祝日）（2008年4月5日 - 2012年11月11日）
- クローズアップ現代（国谷裕子キャスター不在時の代理担当）
- NHKスペシャル
  - 『シリーズ 認知症 その時、あなたは』（2006年12月17日）
  - 『大都会の海 知られざる東京湾』（2007年6月4日）
  - 『コムスン ショック 揺れる介護現場』（2007年9月10日）
  - 『認知症 なぜ見過ごされるのか〜医療体制を問う〜』（2008年1月20日）
  - 『アメリカは“変革”を選ぶのか〜オバマVSマケイン〜』（2008年11月4日）
  - 『政権交代2年 政治は“漂流”から抜け出せるか』（2011年9月17日）
  - 『放送記念日特集NHKと東日本大震災〜より多くの命を守るために〜』（2012年3月22日）
  - 『激論!ニッポンのエネルギー』（2012年7月14日）
- 大河ドラマ『天地人』アヴァンタイトルナレーション（2009年）
- スペシャル企画『たったひとりの反乱』（2009年7月28日 - 8月18日） 司会
- ゆく年くる年 メイン司会（2009年12月31日 - 2010年1月1日・2010年12月31日 - 2011年1月1日）
- NHK番組たまご 『お天気バラエティー 気象転結』司会
  - 〜雷編〜 （2010年8月19日）
  - 〜冬将軍編〜 （2010年12月22日）
  - 〜日本の夏編〜「夏の暑さを徹底解明!」（2011年7月22日）
  - 台風に立ち向かえ!〜進路予報・驚きの進化〜（2011年10月7日）